# Soma (Album)
Soma ist das vierte Studioalbum der deutschen Psychedelic-Rock-Band My Sleeping Karma. Es erschien am 28. September 2012 über Napalm Records.

## Entstehung
Bereits im März 2011 begannen die Musiker mit dem Komponieren von neuen Liedern und strebten eine Veröffentlichung im Herbst des Jahres an. Im November 2011 unterschrieb die Band einen Vertrag mit dem österreichischen Plattenlabel Napalm Records. Anfang 2012 arbeiteten die Musiker an dem neuen Album weiter, welches im März 2012 aufgenommen wurde. Die Aufnahmen fanden im bandeigenen Mjusix-Studio statt. Produziert und gemischt wurde Soma vom Schlagzeuger Steffen. Das Mastering übernahm Andreas Balaskas.
Für das Albumcover wollten die Musiker keine Abbildung eines Buddha wie auf den früheren Alben mehr haben. Eines der Bandmitglieder las von dem Getränk Soma, einem Rauschtrunk der hinduistischen Götter. Die Titel der sieben Lieder beschreiben dabei jeweils eine der mutmaßlichen Zutaten für das Soma. Erstmals in der Bandgeschichte ist die Hintergrundfarbe des Albumcovers schwarz statt bisher weiß. Zwar existiert das Albumcover auch auf einem weißen Hintergrund, jedoch meinten die Musiker, dass auf dem schwarzen Hintergrund die Details besser sichtbar wären.

## Titelliste
| 1. Pachyclada – 8:43 2. Interlude 1 – 1:37 3. Ephedra – 7:10 4. Interlude 2 – 2:31 5. Eleusine Coracana – 7:37 | 1. Interlude 3 – 2:09 2. Saumya – 6:47 3. Interlude 4 – 1:15 4. Somalatha – 6:52 5. Interlude 5 – 2:15 | 1. Psilocybe – 8:04 2. Interlude 6 – 3:28 3. Glow11 – 9:24 |

## Rezeption
Mike Borrink vom deutschen Magazin Rock Hard bezeichnete das Album als einen „musikgewordenen Rauschtrank“, der den Hörer „definitiv süchtig macht. Einmal Universum und zurück in nur 55 Minuten“. Borrink gab dem Album acht von zehn Punkten. Für Matthias Mineur vom deutschen Magazin Metal Hammer nimmt Soma seinen Zuhörer „mit auf eine Reise durch Zeit und Raum, wo man an keiner Haltestelle aussteigen möchte“. Er vergab sechs von sieben Punkten. Bernhard Schubert vom österreichischen Onlinemagazin Stormbringer hingegen bezeichnete Soma als „eine jener Platten, die man immer dann hervorkramt, wenn alles andere zu schnell, zu lärmig oder zu verkopft ist: ein Stück Musik zum Abschalten“, das „für den Alltagsgebrauch aber nicht uneingeschränkt zu empfehlen ist“. Schubert gab dem Album 3,5 von fünf Punkten.